# Уитчер, Уильям Эддисон
Уильям Эддисон Уитчер (англ. William Addison Witcher; 1823 — 15 февраля 1887) — американский редактор, политик и военный, полковник армии Конфедерации в годы американской гражданской войны. Командовал 21-м Вирджинским пехотным полком, а в мае 1864 года командовал бригадой и участвовал в сражении за "подкову мула" во время сражения при Спотсильвейни.
Уитчер родился в округе Питсилвейния в семье Винсента Уитчера (1789 - 1877) и Нэнси Ньюбилл Уитчер (1786 - 1869). До война работал юристом и редактором газеты "Western Sentinel". Когда началась гражданская война, Уитчер стал капитаном роты I, 21-го Вирджинского пехотного полка, известной как "Turkey Cock Grays" (21 июня 1861 года). 1 декабря 1862 года он стал подполковником, а в апреле ему присвоили звание полковника, датированное 1 декабря 1862 года. В мае 1863 он получил ранение в сражении при Чанселорсвилле.
Весной 1864 года бригадный генерал Джон Джонс был ранен во время сражения в Глуши и Уитчер принял командование бригадой, которая состояла из шести пехотных полков:
- 21-й Вирджинский пехотный полк
- 25-й Вирджинский пехотный полк, полк. ДжонХиггинботам
- 42-й Вирджинский пехотный полк
- 44-й Вирджинский пехотный полк
- 48-й Вирджинский пехотный полк, полк. Роберт Данган
- 50-й Вирджинский пехотный полк

9 мая Уитчер вместе с 21-м полком был временно выведен из состава бригады и командование принял полковник Хишинботтам, а затем полковник Данган, но 12 мая, на 5-й день сражения при Спотсильвейни, Уитчер снова возглавил бригаду. В тот день она занимала выступ, известный как "Подкова мула". Ранним утром того дня федеральный II корпус начал наступление на "подкову". У рядовых бригады порох отсырел за ночь и они не смогли оказать должного сопротивления. Федеральная бригада Брука (правая бригада дивизии Бэрлоу) бросилась в штыковую атаку на позиции Уитчера. Строй был сразу потерян и полки смешались в одну общую плотную массу. Рядовые 25-го Вирджинского и 42-го Вирджинского сразу поняли бесполезность сопротивления и сдались.
Прорыв на участке Уитчера открыл фланги бригад Монагана и Стюарта, что привело к общему отступлению дивизий Джонсона и Роудса и в итоге к захвату федералами всей "подковы мула".

После войны Уитчер работал фермером в своём округе, избирался в палату представителей Штата (1875 - 1877), пытался попасть в Сенат и Конгресс штата, но потерпел неудачу. Он умер в 1887 году, или 29 января или 15 февраля.